# Северин, Виталий Андреевич
Виталий Андреевич Северин (род. 1 октября 1951, Лозовая, Харьковская область) — советский и российский юрист, доктор юридических наук (2007), профессор кафедры коммерческого права и основ правоведения юридического факультета Московского государственного университета имени М. В. Ломоносова (с 2009); почётный работник высшего профессионального образования (2014); член редколлегий журналов «Коммерческое право» (2006—2016), «Право интеллектуальной собственности» (2012—2017), «Информационное право» (с 2014) и редакционных советов журналов «Пробелы в российском законодательстве» и «Проблемы экономики и юридической практики» (с 2019). Состоял в Московской областной коллегии адвокатов (1998—2009) и являлся генеральным директором юридической фирмы (1991—2004), заместителем председателя оргкомитета конференции «Современные проблемы коммерческого права России» (2002—2013).

## Биография
Виталий Северин родился 1 октября 1951 года в городе Лозовая Харьковской области. В период с 1969 по 1972 год проходил военную срочную службу в ВМФ СССР. В 1976 году он окончил Высшую школу КГБ имени Ф. Э. Дзержинского при Совете министров СССР. В 1986 году, под руководством профессора Владислава Ястребова, Северин защитил кандидатскую диссертацию на тему «Криминологические проблемы борьбы с преступной халатностью в сфере промышленного производства»; стал кандидатом юридических наук. С 1989 года он начал заниматься преподавательской работой, в течение семи лет являлся старшим преподавателем, доцентом в Российском государственном гуманитарном университете (1989—1996). Начал работать в должности доцента в Московском государственном университете имени М. В. Ломоносова (МГУ) уже в России, в феврале 1996 года. В период с 1998 по 2009 год являлся адвокатом Московской областной коллегии адвокатов; в тот период был назначен конкурсным управляющим. В 2000 году Северину было присвоено учёное звание доцент; через семь лет он успешно защитил докторскую диссертацию, научным консультантом которой выступил профессор Борис Пугинский — на тему «Правовое регулирование и обеспечение охраны коммерческой тайны в России»; стал доктором юридических наук. Два года спустя, в апреле 2009, занял пост профессора на кафедре коммерческого права и основ правоведения. В период с 2008 по 2011 год являлся профессором в Институте переподготовки и повышения квалификации преподавателей гуманитарных и социальных наук МГУ (ИППК МГУ). С 2006 года он также является приглашенным профессором в Высшей школе государственного аудита МГУ.
Виталий Северин — специалист в области информационного, административного, торгового права. По состоянию на 2021 год читает лекционные курсы для студентов бакалавриата и магистратуры по дисциплинам «Регулирование информационных правоотношений в инновационной экономике», «Правовая работа в организациях высокотехнологичного комплекса», «Комплексная защита информации в организациях», «Механизм защиты прав на коммерческую тайну», «Договорное регулирование информационных отношений», «Информационное право», в том числе «Правоведение» и «Гражданское право» на факультете вычислительной математики и кибернетики и Высшей школы государственного аудита МГУ. По  инициативе Северина и под его руководством были открыты и реализованы несколько образовательных программ, в том числе магистерская «Информационные правоотношения в инновационной экономике» (2016), а также программы повышения квалификации для работников коммерческих организаций и государственных служащих «Гражданский оборот информации: регулирование и защита» и «Особенности работы с информацией ограниченного доступа на государственной гражданской службе РФ» (2016), «Правовой механизм регулирования и защиты информации», «Методика преподавания правоведения в современный период», «Принципы и механизмы правовой защиты информации в инновационной экономике», «Специалист по правовому обеспечению инновационной деятельности» (2011), «Специалист по правовому обеспечению информационной безопасности предприятия» (2001). В течение 25 лет читает курс «Правоведение» для студентов факультета вычислительной математики и кибернетики МГУ (с 1996). Кроме того, с 2013 ежегодно читает авторский межфакультетский курс по теме «Регулирование и защита информации».
В.А. Северин имеет богатый опыт практической работы по комплексному правовому обслуживанию предприятий и оказанию юридических услуг. В 1991-2004 гг. в разное время он был учредителем и директором нескольких юридических лиц, занимавшихся защитой информации и оказанием консультационных услуг – малого предприятия «Научно-внедренческий центр «Правозащита», ООО юридическая фирма «Правозащита Лтд» и ЗАО юридическая фирма «Правозащита «За рулем», с 2001 г. был ответственным секретарем Координационного совета МГУ по проблемам информационной безопасности, экспертом аппарата Совета Безопасности РФ. С 1997 г. занимается экспертной работой в Управлении информационной безопасности аппарата Совета Безопасности РФ, в рамках которой он готовит правовые заключения по запросам государственных органов и организаций;  состоит судьёй третейского суда по интеллектуальной собственности, созданного при корпорации «Республиканский научно-исследовательский институт интеллектуальной собственности» (РНИИИС); готовит экспертные заключения по запросам коммерческих организаций в области правовой работы и обеспечения информационной безопасности бизнеса. Член диссертационных советов МГУ 12.05 (12.00.13 — Информационное право) и 12.06 (12.00.14 — Административное право; административный процесс).

## Работы
Виталий Северин является автором и соавтором более 150 научных и практических публикаций по российскому информационному, административному, уголовному предпринимательскому и торговому праву — описывающих, преимущественно, проблемы в области обеспечения информационной безопасности и правового регулирования информационных отношений.
Избранные научные работы
- «Актуальные вопросы правового регулирования и защиты информации в России. Избранные труды» (М., 2021),
- «Коммерческое право. Учебник» (в соавторстве; М., 2021),
- «Правоведение. Курс лекций. Учебное пособие (М., 2021),
- «Роль и место правового института служебной тайны в системе административного права» //Вестник Московского университета. Серия 11: Право, М.: 2020, № 6,
- «Регулирование и защита информации: межфакультетский курс МГУ». Учебное пособие (М.: 2020),
- «Правоведение. Учебник» (в соавторстве; М., 2020),
- «Теория и практика правовой работы в коммерческих организациях» // Вестник Московского университета. Серия 11: Право, (М.), 2011, № 2,
- «Правовая защита информации в коммерческих организациях». Учебное пособие (М., 2009),
- «Комплексная защита информации на предприятии». Учебник (М., 2008),
- «Коммерческая тайна в России. Монография (М.: 2007),
- «Правовой механизм регулирования коммерчески значимой информации в торговом обороте» (М., 2002),
- «Коммерческое право России». Учебное пособие (в соавторстве; М., 1999),
- «Правовое обеспечение информационной безопасности предприятия. Учебное пособие» (М., 2000)[1],
- Правовое регулирование охраны государственных секретов в СССР // Советское государство и право, 1991, № 1,
- Повышение эффективности борьбы с халатностью / / Советское государство и право,1984, № 8.

Статьи в журналах
- Северин В.А. Методика правового обеспечения безопасности персональных данных в организациях //Вестник Московского университета. Серия 11: Право, издательство Изд-во Моск. ун-та (М.), 2021, № 3, с. 49-61;
- Северин В.А. Правовое регулирование информационных отношений в торговом обороте // Законы России: опыт, анализ, практика, 2021, № 1, с. 51-57;
- Северин В.А. Правовой институт персональных данных в системе российского права //Коммерческое право. Научно-практический журнал. издательство "Юрист", 2020, № 4;
- Северин В.А. Роль и место правового института служебной тайны в системе административного права //Вестник Московского университета. Серия 11: Право, издательство Изд-во Моск. ун-та (М.), 2020, № 6;
- Северин В.А., Коржова И.В.  Вопросы безопасности при обращении криптовалюты //Вестник Московского университета. Серия 26. Государственный аудит, 2019, № 4, с. 81-89;
- Борисов М.А., Северин В.А. К вопросу о совершенствовании системы классификации информации в условиях развития цифровой экономики //Пробелы в российском законодательстве, 2019, № 6, с. 234-237;
- Северин В. А. Междисциплинарный подход подготовки юристов нового поколения для цифровой экономики //Проблемы экономики и юридической практики, издательство Общество с ограниченной ответственностью Издательский дом Юр-ВАК (Москва), 2019, № 2, с. 252—257;
- Северин В. А. Основные направления правовой работы в организациях высокотехнологичного комплекса //Пробелы в российском законодательстве, 2019, № 3, с. 218—224;
- Северин В. А. Роль юристов в коммерциализации прав на результаты интеллектуальной деятельности в организациях //Право интеллектуальной собственности, 2018, № 3, с. 17-22;
- Северин В. А. Внедрение магистерской программы для подготовки юристов нового поколения в МГУ имени М. В. Ломоносова //Право интеллектуальной собственности, 2017, № 1, с. 10-16;
- Северин В. А. Принципы регулирования информационных отношений в инновационной экономике //Коммерческое право. Научно-практический журнал, издательство Зерцало (М.), 2017, № 2, с. 4-17;
- Северин В. А. Теоретико-методологические основы обеспечения безопасности коммерческих структур в информационной сфере//Информационное право, № 4, 2016. с. 13-19;
- Северин В. А. Актуальные вопросы информационного обеспечения торговой деятельности //Информационное право, № 1,2015, с. 9-17;
- Северин В. А. Перспективы подготовки юридических кадров в условиях развития инновационной экономики // Вестник Московского университета. Серия 11: Право, издательство Изд-во Моск. ун-та (М.), 2015, № 3, с. 66-85;
- Северин В. А. Допуск к информации в коммерческих организациях // Законодательство, № 10, 2012, с. 21-26 10. Северин В. А. Проблемы коммерциализации научных исследований в России //Юрист, № 19, 2011, с. 35-39;
- Северин В. А. Теория и практика правовой работы в коммерческих организациях // Вестник Московского университета. Серия 11: Право, издательство Изд-во Моск. ун-та (М.), 2011. № 2, с. 46-69;
- Северин В. А. Правовое регулирование охраны коммерческой тайны //Финансовый бизнес, издательство Анкил (М.),2008. № 2 (133), с. 19-28;
- Северин В. А. Правовое регулирование охраны коммерческой тайны (окончание) // Финансовый бизнес, издательство Анкил (М.),2008, № 3(134), с. 50-55;
- Северин В. А. Проблемы конфиденциальности при передаче информации и оказании услуг // Законодательство, 2007, № 4, с. 46-55;
- Северин В. А. Формирование условий конфиденциальности при выполнении НИОКР / Законодательство, 2007, № 1, с. 40-51;
- Северин В. А. Проблемы законодательного регулирования коммерчески значимой информации // Юрист, 2005, № 6, с. 30-35;
- Северин В. А. Проблемы формирования правового института коммерческой тайны в России // Информационное общество, 2005, № 1, с. 42-47;
- Северин В. А. Эволюция законодательства о коммерчески значимой информации в России/ / Вестник Московского университета. Серия 11: Право, издательство Изд-во Моск. ун-та (М.), 2005, № 4, с. 30-45;
- Северин В. А. Информационная безопасность предприятия: правовые проблемы и методология исследования // Безопасность информационных технологий, издательство ВНИИПВТИ (М.), 2001, № 1, с. 32-39;
- Северин В. А. Правовые проблемы информационной безопасности предприятия // Юрист, 2001, № 6, с. 25-31;
- Северин В. А. Правовое регулирование информационных отношений // Вестник Московского университета. Серия 11: Право, издательство Изд-во Моск. ун-та (М.), 2000, № 5, с. 21-36;
- Северин В. А. Правовые проблемы обеспечения информационной безопасности в Российской Федерации // Вестник Московского университета. Серия 11: Право, издательство Изд-во Моск. ун-та (М.), 2000, № 4, с. 20-30;
- Северин В. А. Правовое регулирование охраны государственных секретов в СССР // Советское государство и право, 1991, № 1, с. 39-47;
- Северин В. А. Повышение эффективности борьбы с халатностью / / Советское государство и право,1984, № 8, с. 74-83;
- Северин В. А. Формы должностной халатности в сфере промышленного производства // Российская юстиция, издательство Юрист (М.), 1984, № 6, с. 8-10.

Монографии, учебники и пособия
- Северин В.А. Правовая работа в организациях высокотехнологичного комплекса. № 21. URSS. 2022. 240 с. ISBN 978-5-9519-2733-0. Серия: Основы защиты информации. https://urss.ru/cgi-bin/db.pl?lang=Ru&blang=ru&page=Book&id=280848;
- Северин В.А. Актуальные вопросы правового регулирования и защиты информации в России. Избранные труды. Серия: Основы защиты информации — Москва : Издательская группа URSS, ЛЕНАНД, 2021 —   480 с.,  ISBN 978-5-9519-2587-9;
- Северин В.А. и др. Коммерческое право: учебник для вузов / под общей редакцией Е. А. Абросимовой, В. А. Белова, Б. И. Пугинского (в соавторстве) — Москва : Издательство Юрайт, 2021 —  590 с., ISBN 978-5-534-14231-0;
- Северин В.А. Правоведение. Курс лекций. Учебное пособие — Москва : Издательский дом "Юр-ВАК", 2021 — 607 с. ISBN 978-5-98838-048-1;
- Северин В.А. и др. , Коммерческое право : учебник для вузов; под общей редакцией Б.И. Пугинского, В.А. Белова, Е.А. Абросимовой (в соавторстве) : Издательство Юрайт // ЭБС Юрайт 2020 — 471 с. — URL: https://urait.ru/bcode/450025 Москва, ISBN 978-5-534-03373-1;
- Северин В.А. и др.  Правоведение : учебник для среднего профессионального образования; под редакцией В. А. Белова, Е. А. Абросимовой. (в соавторстве) — 4-е изд., перераб. и доп. : Издательство Юрайт // ЭБС Юрайт, 2020 — 414 с. — URL: https://urait.ru/bcode/456507 Москва, ISBN 978-5-534-10255-0;
- Северин В.А. Регулирование и защита информации: межфакультетский курс МГУ. Учебное пособие — Москва : Издательский дом «Юр-ВАК, 2020 — 270 с. — URL: http://urvak.ru/books/, ISBN 978-5-98838-041-2;
- Северин В.А. и др. Коммерческое право (в соавторстве) — Москва : Юрайт Москва, 2019 — 471 с. ISBN 978-5-534-03373-1;
- Северин В.А. и др. Правоведение: учебник для бакалавриата и специалитета — Москва : Юрайт Москва, 2019 — 414 с. ISBN 978-5-534-06229-8;
- Северин В.А. и др.  Программа подготовки магистров «Информационные правоотношения в инновационной экономике» /Под общ. ред. и с предисловием В.А. Северина. Коллектив авторов. Учебное пособие. 3-е изд. исправл. и доп. — Москва : Издательский дом "Юр-ВАК",  2019 — 224 с.;
- Северин В. А. Роль юристов в реализации программы ≪Цифровая экономика России≫ //Современные информационные технологии и право : монография (в соавторстве) /отв. ред. Е. Б. Лаутс ; Моск. гос. ун-т имени М. В. Ломоносова, Юрид. ф-т. — Москва : Статут, 2019. — 291 с. — (Труды Юридического факультета : кн. 15). С.32-56, istina.msu.ru›conferences/presentations/111232867/;
- Северин В. А. КОММЕРЧЕСКОЕ ПРАВО. 5-е изд. Учебник. Под общ. ред. Пугинского Б. И., Белова В. А., Абросимовой Е. А. (в соавторстве. М., 2019); § 3. гл. 5 «Информационное обеспечение торгового оборота», § 6 гл. 12 «Договоры в сфере обращения информации» https://urait.ru/catalog/432038;
- Северин В. А. ПРАВОВЕДЕНИЕ. 4-е изд. Учебник. Под ред. Белова В. А., Абросимовой Е. А. (в соавторстве). М., 2019. Глава 14 «Основы информационного права»; гл. 15 § 1."Гражданско-правовая внедоговорная ответственность", § 3."Административная ответственность", § 4. «Уголовная ответственность». https://urait.ru/catalog/441662;
- Северин В. А. Высшая школа в условиях развития инновационной экономики [Текст] : монография (в соавторстве) / Московский гос. ун-т им. М. В. Ломоносова, Экономический фак. ; под ред. В. П. Колесова, П. Н. Ломанова. — Москва : МГУ им. М. В. Ломоносова. Экономический фак., 2013. — 175, https://search.rsl.ru/ru/record/01006711659;
- Северин В. А. Коммерческое право России Учебно-методический комплекс / Отв редакторы Б. И. Пугинский, И. В. Цветков. (в соавторстве). Москва, ИКД: «Зерцало-М», 2010. — 272 с. http://www.medcollegelib.ru/book/ISBN9785943731723.html;
- Северин В. А. «Правовая защита информации в коммерческих организациях». Учебное пособие. (М., 2009) https://search.rsl.ru/ru/record/01004330858;
- Северин В. А. Коммерческая тайна в России. Монография (М.: Зерцало-М, 2007, — 614 с.), второе издание — с предисловием ректора МГУ академика В. А. Садовничего (М.: Зерцало-М, 2009, — 466 с.) https://istina.msu.ru/media/publications/book/fee/4d5/2717850/Kniga.pdf;
- Северин В. А. «Комплексная защита информации на предприятии». Учебник. (М., 2008)[5], https://search.rsl.ru/ru/record/01004158877;
- Северин В. А. Правоведение. Учебник для вузов / Отв. ред. проф. Б. И. Пугинский (в соавторстве). М., ИКД «Зерцало-М» Москва, 2003. — 608 с. https://search.rsl.ru/ru/record/01002157576;
- Северин В. А. Правовое обеспечение информационной безопасности предприятия : Учеб.-практ. пособие / В. А. Северин; Моск. гос. ун-т им. М. В. Ломоносова. Юрид. фак. — М. : Городец, 2000. — 190 с. https://search.rsl.ru/ru/record/01000675609;
- Северин В. А. Коммерческое право России: Учебно-методическое пособие / Под ред. Б. И. Пугинского (в соавторстве). М.: Городец, 1999. −144 с. http://lawlibrary.ru/izdanie26157.html;
- Северин В. А. Основы правоведения и правового регулирования защиты информации: Программа курса. Госкомитет РФ по высшему образованию. Российский государственный гуманитарный университет. Москва, 1994. − 17 с. https://istina.msu.ru/workers/2700224/;
- Северин В. А. Монография. Проблемы борьбы с халатностью в сфере промышленного производства. М.: Всесоюзный институт межотраслевой информации Москва, Депонированная рукопись. Вып. 7. справка № 3-8865,1991. — 206 с. https://istina.msu.ru/workers/2700224/

## Награды
- Почетный работник высшего профессионального образования РФ (2014)